# Shell
För datortermen, se Skalprogram och Kommandotolk, by, se Shell, England.
Shell plc, tidigare Royal Dutch Shell, är ett brittiskt multinationellt energiföretag med dotterbolag inom petroleum, naturgas och petrokemisk industri. Det är världens största petroleumbolag. Namnet Shell kommer från det engelska ordet för snäckskal, som är utgångspunkt för företagets logotyp.

## Historik
Shell grundades 1907 genom sammanslagning av nederländska Royal Dutch Petroleum Company (nederländska N.V. Koninklijke Nederlandsche Petroleum Maatschappij) med säte i Haag och brittiska Shell Transport and Trading Company Ltd of England för att möta konkurrensen från amerikanska Standard Oil. Royal Dutch Petroleum Company hade bildats 1890 för att bygga ett oljefält på Sumatra. Shell Transport and Trading Company Ltd of England hade bildats 1897. Namnet Shell kommer från grundarna Marcus Samuel och Samuel Samuel vars far hade en antikaffär i London som importerade sällsynta snäckskal. I slutet av 1920-talet hade Shell utvecklats till världens största oljebolag.

## Kontroverser
Ett antal incidenter under årens lopp har lett till kritik av Shells omtanke för säkerhet och hälsa avseende såväl sina egna medarbetare som miljö och befolkning i områden där Shell är verksamma. Bland annat har varningar från brittiska Health and Safety Executive utfärdats gällande bolagets dåliga oljeplattformar i Nordsjön.
Problem har också uppstått med Sakhalin II-projektet i Ryssland och den kontroversiella Corrib Gas Field-utvecklingen i Irland. Shells sociala investeringsinitiativ Shell Foundation har också stött på en del kontroverser. År 2007 hävdade Friends of the Earth att den skada som orsakats i de lokala samhällena och miljön i stort handlade om ungefär 20 miljarder dollar.

### Koldioxidutsläpp
Enligt Carbon Majors databas var Shell världens nionde största utsläppare av växthusgaser 1988–2015.

### People versus Shell
I maj 2021 beordrade en domstol i Haag att Shell ska sänka sina koldioxidutsläpp med 45 % till 2030, jämfört med utsläppsnivåerna 2019. Fallet hade initierats 2019 av bland andra Friends of the Earth tillsammans med 17 000 privatpersoner. Shell kommenterade att domstolens beslut var en "besvikelse" och att de skulle överklaga.

### Kanadensisk oljesand
Shell är ett av många företag som utvinner olja från kanadensisk oljesand.

### Kontroverser kring mänskliga rättigheter
I början av 1996 väckte flera människorättsgrupper åtal mot Shell, ställda till svars för brott mot mänskliga rättigheter i Nigeria. Anklagelserna innefattade bland annat summariska avrättningar, brott mot mänskligheten, tortyr, omänsklig behandling och godtyckliga arresteringar och fängslanden. I synnerhet stod Shell anklagade för att ha medverkat till avrättningen av författaren Ken Saro-Wiwa och åtta andra ledare av Ogonistammen i södra Nigeria, som hängdes 1995 av Nigerias dåvarande militära härskare. Stämningar inleddes mot Royal Dutch Shell och Brian Anderson, chef för den nigerianska verksamheten. Under 2009 gick Shell med på att betala 15,5 miljoner dollar i en juridisk uppgörelse. Shell har inte accepterat något ansvar för anklagelserna.
Under 2009 var Shell föremål för granskning i en rapport från Amnesty International gällande försämringen av mänskliga rättigheter som en följd av Shells verksamhet i Nigerdeltat. Framför allt kritiserade Amnesty den fortsatta gasfacklingen och Shells långsamma åtgärder vid oljeutsläpp. Dokument från 2009 visar att Shell hade gjort löpande utbetalningar till den nigerianska militären för att förhindra protester. I en underrättelse som läcktes 2010 av Wikileaks påstår sig Shell ha infiltrerat alla viktiga ministerier i den nigerianska regeringen.

## Shell i Sverige
År 1912 bildades oljebolaget Svensk-Engelska Mineralolje AB, vilket namnändrades 1939 till AB Svenska Shell och var ett helägt dotterbolag till Royal Dutch Shell. År 1964 övertog Shell Koppartrans. Shells svenska raffinaderi ligger i Göteborg, en anläggning som raffinerar cirka 4 miljoner ton råolja per år till gasol, bensin, flygfotogen, etanol och lågsvavliga diesel- och eldningsoljor. I december 2009 beslöt Shell att sälja de svenska bensinstationerna samt raffinaderiet i Göteborg var till salu. St1:s ägare Keele Oy köpte 2010 AB Svenska Shell, samtidigt som varumärket Shell en tid fortfarande kunde användas.
Det finns i Sverige drygt 100 bemannade Shell-bensinstationer, som drivs på licens av St1, vilket företag i sin tur hade en licens att använda varumärket Shell till och med 2018. Tidigare fanns även cirka 70 automatstationer under namnet Shell Express, men dessa har från 2012 namnändrats till St1.
I augusti 2007 offentliggjordes försäljningen av 112 Selectbutiker till den amerikanska jourbutikskedjan 7-Eleven, vilket innebär att dessa har butiker på flera av Shells bensinstationer. Under hösten 2018 återtog St1 dessa butiker som sedan dess drivs under varumärket "Välkommen in".
I slutet av december 2016 meddelade St1 att de från januari 2019 skulle ta över driften av samtliga butiker vid Shellstationerna, och driva både bränsleförsäljning och butiker i egen regi. Ett långsiktigt arbete inleddes med att märka om Shellstationerna. Enligt St1 ska samtliga Shellstationer i Sverige vara ommärkta senast i december 2025. Driften, butikerna samt anställda ska inte påverkas av ommärkningen.
Tre snäckor var en kedja motorvägsrestauranger som ägdes av Shell.

## Bildgalleri

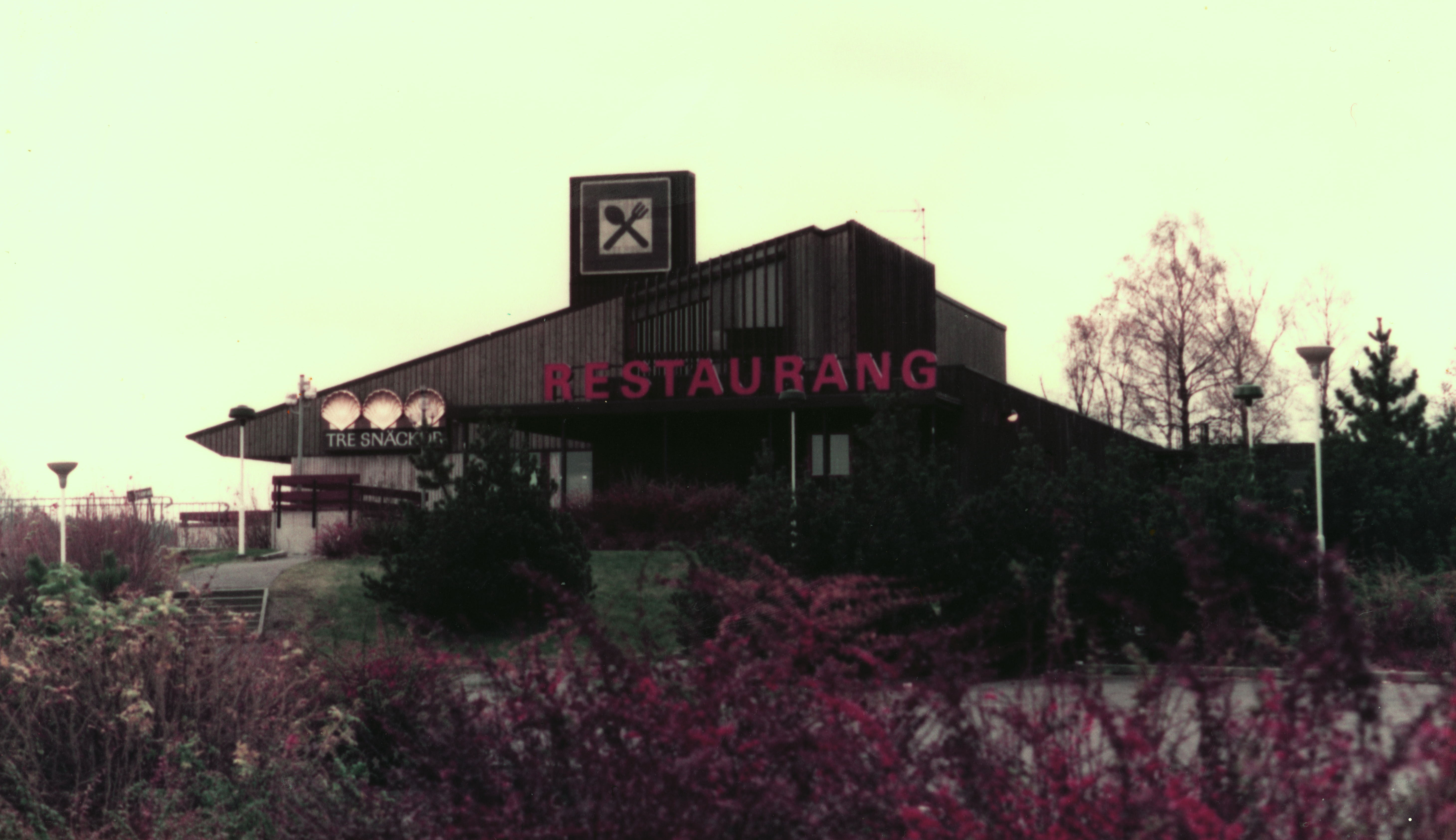
Tre Snäckor i Sandsjöbacka (söder om Göteborg), 1983.
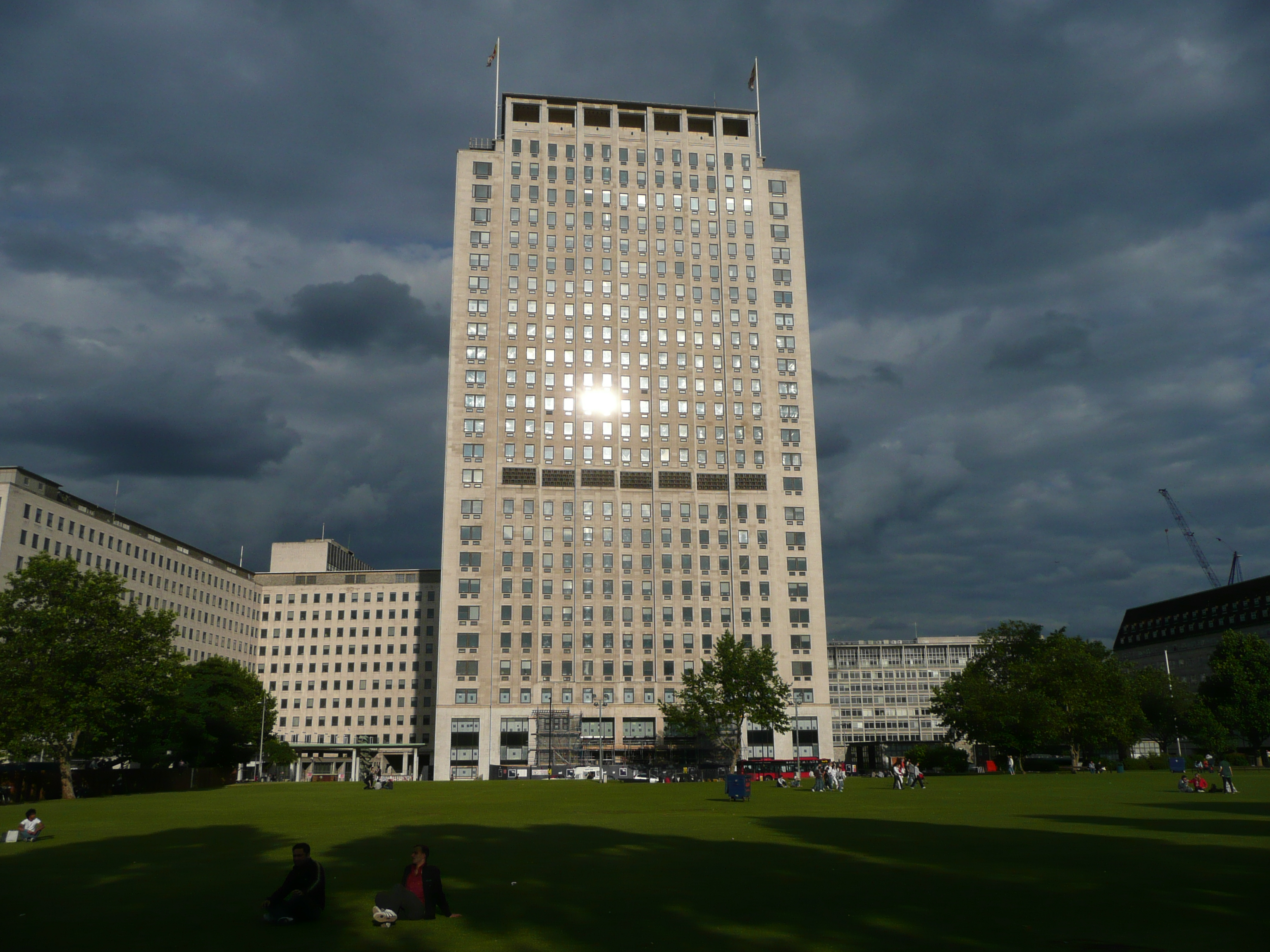
Det engelska huvudkontoret för Shell.
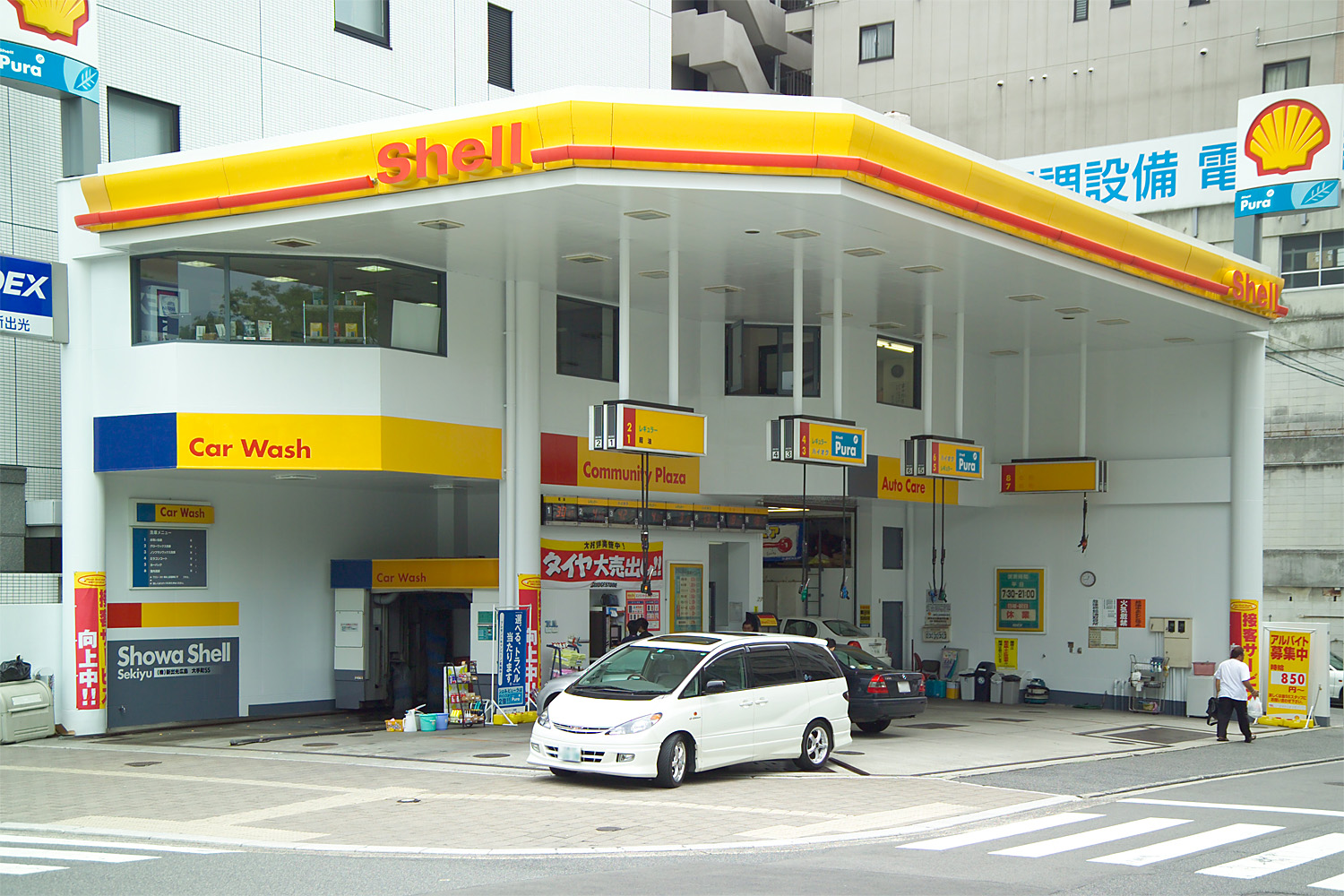
Shell-station i Hiroshima, Japan.
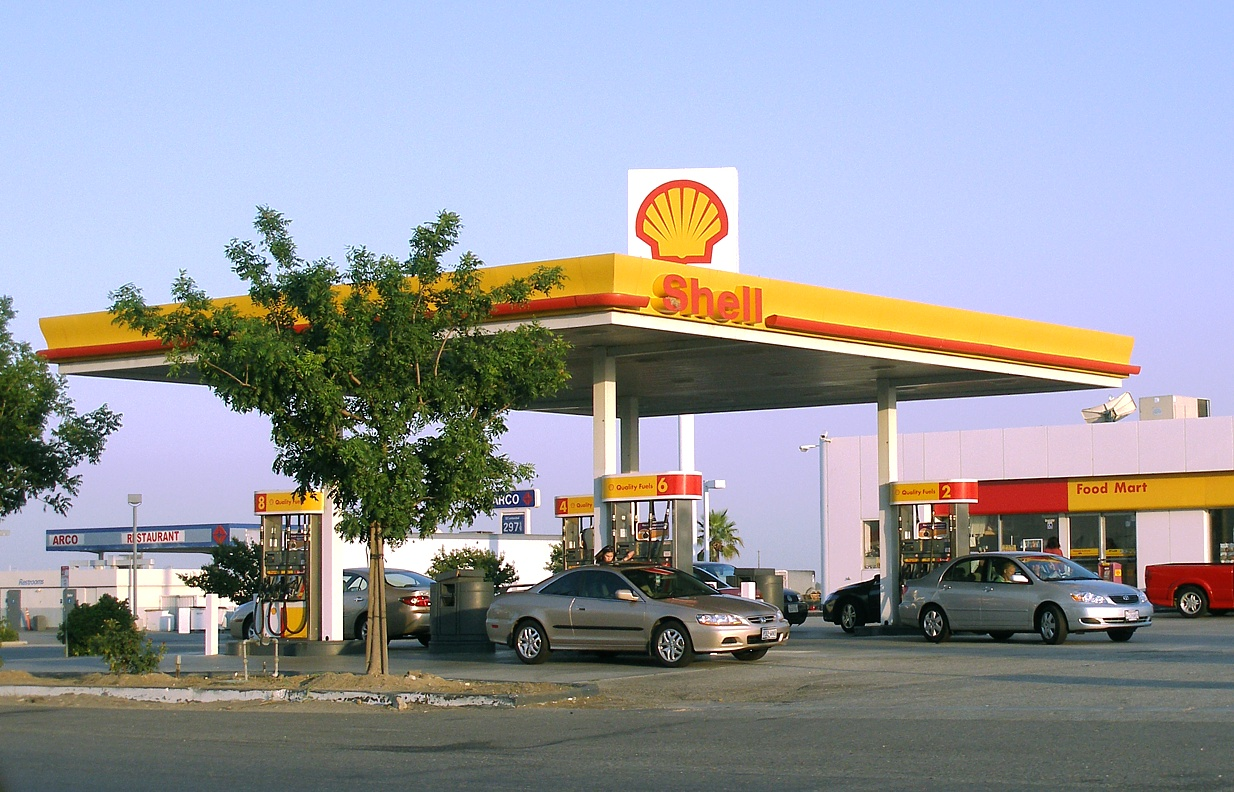
Shell-station i USA.
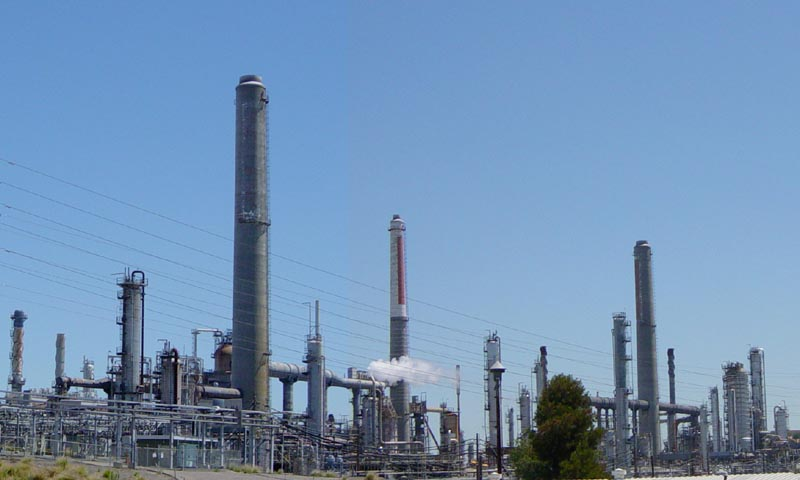
Ett oljeraffinaderi tillhörande Shell, belägen i Martinez, Kalifornien, USA.
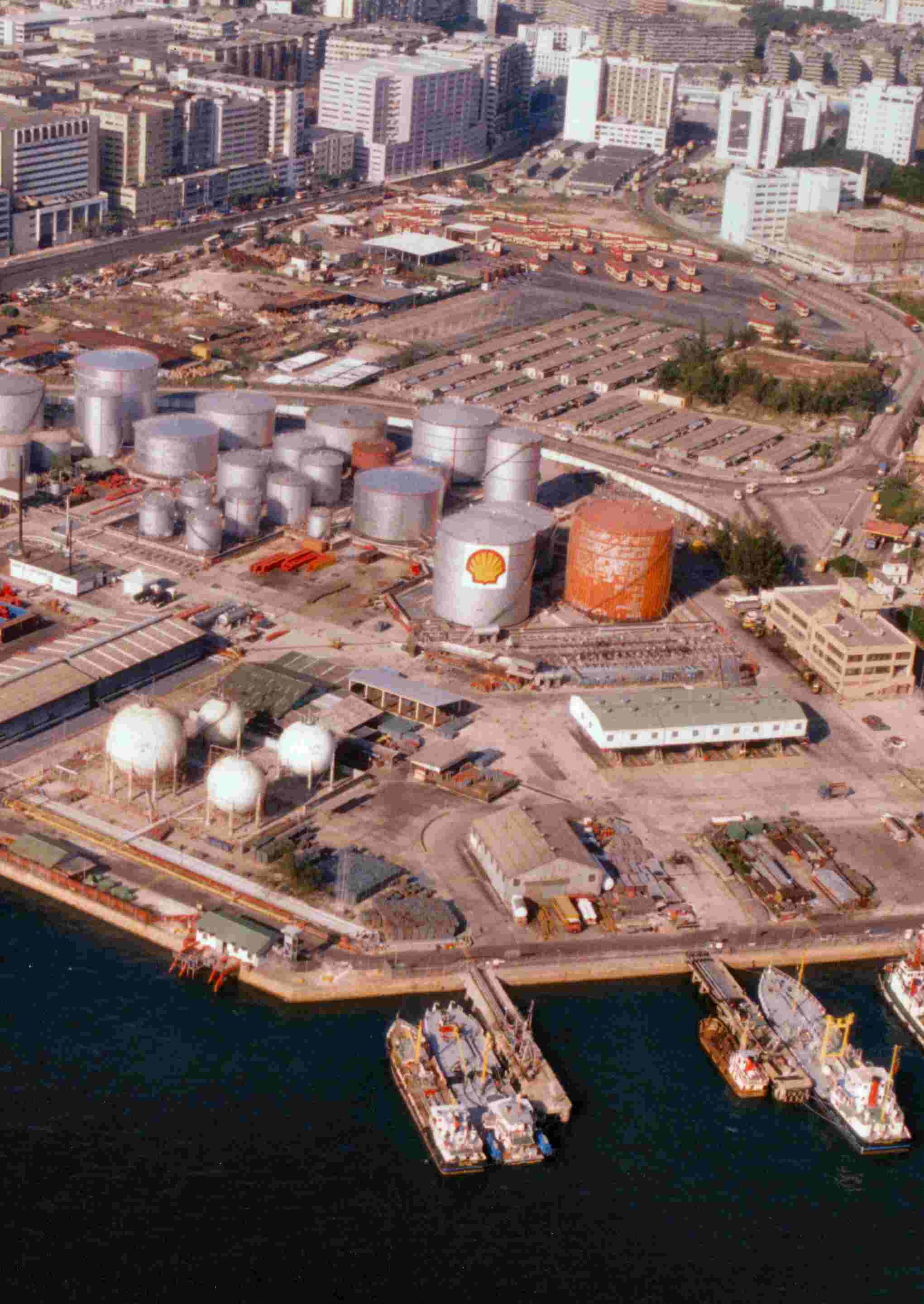
Depå för Shell i Kowloon, Hongkong.
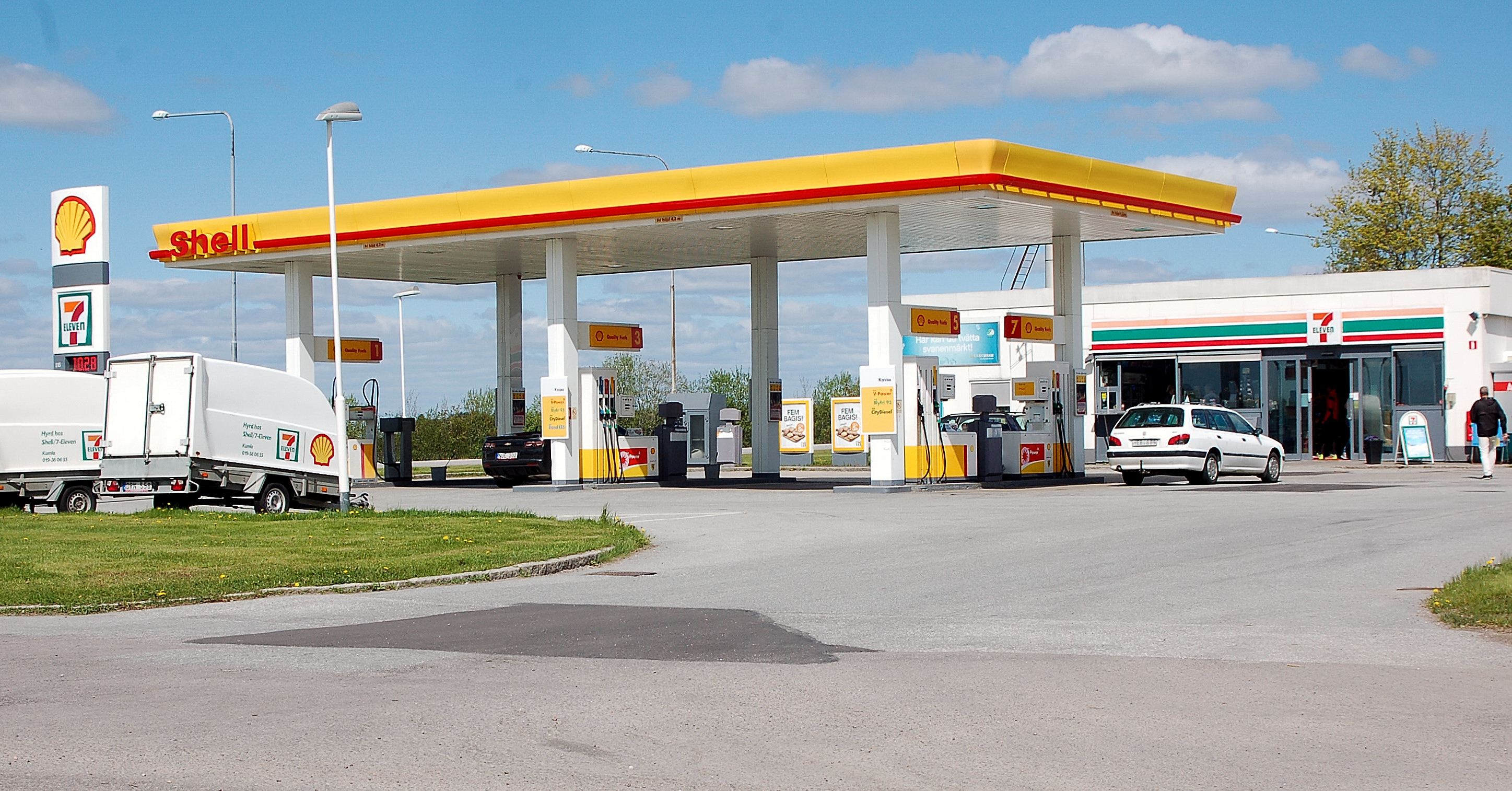
Shell-station i Kumla
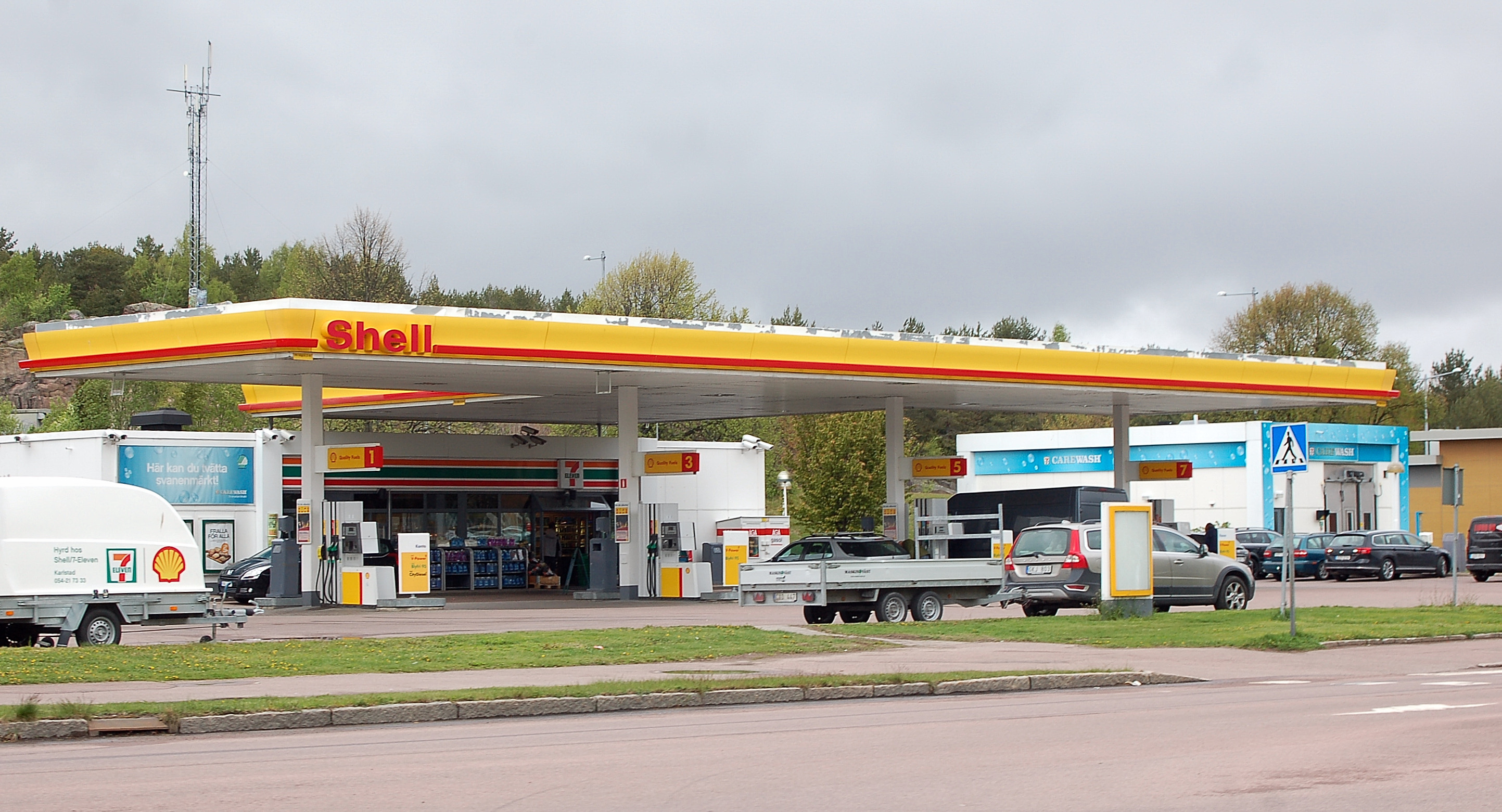
Shell-station i Karlstad